# Orlando Antonio Naranjo
Orlando Antonio Naranjo Villarroel (Anaco, estado Anzoátegui, Venezuela. 13 de junio de 1951) es un astrónomo venezolano, profesor de la Facultad de Ciencias de la Universidad de Los Andes, reconocido por ser el codescubridor del cometa Shoemaker-Levy 9 y ser un activo investigador de planetas menores.